# Giải vô địch bóng đá nữ U-17 châu Âu 2013
Giải vô địch bóng đá nữ U-17 châu Âu 2013 là Giải vô địch bóng đá nữ U-17 châu Âu lần thứ sáu, diễn ra từ 25 tới 28 tháng 6 năm 2013.

## Vòng loại
Vòng loại diễn ra từ tháng 8 tới tháng 11 năm 2012. Có 44 đội tuyển tham dự vòng loại thứ nhất, chia làm 11 bảng, mỗi bảng 4 đội. Các đội nhất bảng và năm đội nhì xuất sắc nhất lọt vào vòng loại thứ hai. Ở vòng hai, 16 đội được chia thành bốn bảng bốn đội trong đó các đội đầu bảng lọt vào vòng chung kết.

## Vòng chung kết

Các đội dự vòng chung kết và thành tích thi đấu

|  | Bán kết             | Bán kết   |                     |       | Chung kết | Chung kết |
|  |                     |           |                     |       |           |           |
|  | 25 tháng 6 năm 2013 |           |                     |       |           |           |
|  |                     |           |                     |       |           |           |
|  | Bỉ                  | 1         |                     |       |           |           |
|  | Bỉ                  | 1         | 28 tháng 6 năm 2013 |       |           |           |
|  | Ba Lan              | 3         |                     |       |           |           |
|  | Ba Lan              | 3         | Ba Lan              | 1     |           |           |
|  | 25 tháng 6 năm 2013 |           | Ba Lan              | 1     |           |           |
|  |                     | Thụy Điển | 0                   |       |           |           |
|  | Tây Ban Nha         | Thụy Điển | 0                   | 2 (4) |           |           |
|  | Tây Ban Nha         |           |                     | 2 (4) |           |           |
|  | Thụy Điển (ph.đ)    | 2 (5)     |                     |       |           |           |
|  | Thụy Điển (ph.đ)    | 2 (5)     | Tranh hạng ba       |       |           |           |
|  |                     |           |                     |       |           |           |
|  | 28 tháng 6 năm 2013 |           |                     |       |           |           |
|  |                     |           |                     |       |           |           |
|  | Bỉ                  | 0         |                     |       |           |           |
|  | Bỉ                  | 0         |                     |       |           |           |
|  | Tây Ban Nha         | 4         |                     |       |           |           |

### Bán kết
| Bỉ            | 1–3      | Ba Lan                            |
| ------------- | -------- | --------------------------------- |
| De Caigny 29' | Chi tiết | Konat 25' · Dudek 43' · Pajor 67' |

| Tây Ban Nha                                              | 2–2      | Thụy Điển                                                          |
| -------------------------------------------------------- | -------- | ------------------------------------------------------------------ |
| García 26' · Torre 75'                                   | Chi tiết | Blackstenius 27' · Karlsson 62'                                    |
| Loạt sút luân lưu                                        |          |                                                                    |
| Perea · Torre · Caldentey · Guijarro · Sánchez · Garrote | 4–5      | Andersson · Blackstenius · Strömberg · Angeldal · Björn · Holmgren |

### Tranh hạng ba
| Bỉ | 0–4      | Tây Ban Nha                                                      |
| -- | -------- | ---------------------------------------------------------------- |
|    | Chi tiết | Baetens 21' (l.n.) · García 31' · Caldentey 40+2' · Guijarro 57' |

### Chung kết
| Ba Lan      | 1–0      | Thụy Điển |
| ----------- | -------- | --------- |
| Kamczyk 15' | Chi tiết |           |

| Vô địch Giải vô địch bóng đá nữ U-17 châu Âu 2013 |
| ------------------------------------------------- |
| · Ba Lan · Lần thứ nhất                           |